# Rhynchanthera bracteata
Rhynchanthera bracteata är en tvåhjärtbladig växtart som beskrevs av José Jéronimo Triana. Rhynchanthera bracteata ingår i släktet Rhynchanthera och familjen Melastomataceae. Inga underarter finns listade i Catalogue of Life.